# Uranolophus
L'uranolofo (gen. Uranolophus) è un pesce osseo estinto, ed è considerato uno dei più antichi dipnoi (pesci polmonati). Visse nel Devoniano inferiore (circa 380 milioni di anni fa) e i suoi resti sono stati ritrovati in Nordamerica.

## Descrizione
Lungo qualche decina di centimetri, questo pesce possedeva un corpo piuttosto allungato e idrodinamico, dall'aspetto comune a quello di molti pesci ossei primitivi. In effetti, Uranolophus doveva assomigliare abbastanza ai crossotterigi primitivi come Osteolepis, ma alcune caratteristiche lo pongono sulla linea evolutiva dei dipnoi. Possedeva due pinne dorsali molto arretrate e di uguale misura, mentre il cranio era dotato di un muso piuttosto corto ma formato da numerose ossa. Le squame erano di forma romboidale e ricoperte da uno spesso strato di cosmina, e i denti erano piuttosto piccoli e disposti anche sul palato.

## Classificazione
L'uranolofo è considerato uno dei più antichi e primitivi fra i dipnoi, un gruppo di pesci attualmente rappresentato da soli tre generi ma diffusissimo durante il Paleozoico e il Mesozoico. Come molte altre forme primitive e ormai estinte, Uranolophus possedeva una dentatura arcaica formata da numerosi piccoli denti che ricoprivano palato e mandibole. Questa linea evolutiva ebbe il suo culmine con forme come Griphognathus, Soederberghia e Conchopoma.

## Stile di vita
Le mascelle di Uranolophus suggeriscono che questo animale fosse in grado di esercitare una notevole pressione nel morso, e si presume che fosse un predatore piuttosto efficiente.